# Aslan Maskhàdov
Aslan Alíevitx Maskhàdov (en rus Аслан Алиевич Масхадов) (Xakai, Kazakhstan, 21 de setembre de 1951 – vora Grozni, Txetxènia, 8 de març de 2005) va ser un militar i líder independentista txetxè, President de la República Txetxena d'Itxkèria entre 1997 i 2005.
Va néixer a l'exili del Kazakhstan, on fou traslladat tot el seu poble durant les deportacions ordenades per Stalin. El 1956 els permeteren tornar i es traslladà amb la seva família a Zebir-Iurt, Nadterètxnaia, Txetxènia. Es graduà a l'escola superior d'artilleria de Tbilisi el 1972 i completà els seus estudis a l'acadèmia militar Kalinin de Leningrad (1981).
Com a membre de l'exèrcit soviètic, fou coronel de la divisió d'artilleria de Vílnius, a Lituània, participant el 1991 en algunes operacions de repressió dels moviments independentistes de les repúbliques bàltiques. Seguint l'exemple de Djokhar Dudàiev, abandonà l'exèrcit soviètic i tornà a Txetxènia l'any 1991 i, des del 1992 fins al 1996, serví l'exèrcit txetxè, on se'l considerà artífex de la victòria de les tropes txetxenes contra la primera invasió russa. Fou primer ministre del govern de coalició txetxè després de la mort de Dudàiev des de l'octubre del 1996 fins al gener del 1997, i un dels responsables txetxens en les negociacions de pau amb els russos que conduïren a l'Acord de Khasav'urt l'agost del 1996.
Tingué greus dificultats per a reconstruir el país després de la guerra, en una societat aliena a la noció d'estat i regulada pels clans, i va perdre el control de bona part del país a mans de senyors de la guerra com Xamil Bassàiev i d'altres veterans de la Guerra de l'Afganistan influïts pel wahhabisme. Tampoc no pogué disposar del suport de les elits del país, que havien fugit arran de la guerra enmig d'un moviment de més de 200.000 refugiats, agreujats per la repressió russa i l'extorsió dels mujahidins txetxens. En aquest context de caos, a l'octubre del 1999 esclatà la segona guerra a Txetxènia, que el Kremlin presentà com una acció antiterrorista. El líder txetxè uní aleshores les seves forces amb els islamistes de Xamil Bassàiev en contra de Moscou. Enmig d'un conflicte obert, el govern rus negà la legitimitat política d'Aslan Maskhàdov i de la resta d'autoritats txetxenes, tot donant suport al prorús Akhmad Kadírov. Per aquest motiu, ell i el seu govern passaren a la clandestinitat i organitzaren guerrilles a les muntanyes.
El 8 de març del 2005 fou assasinat per un comando de les forces especials russes a uns 15 kilòmetres al nord de Grozni.<